# Скэпафорс
Скэпафорс (швед. Skåpafors) — город в муниципалитете Бенгтсфорс, чуть менее 5 км к востоку от Бенгтсфорса, по дороге 164 в направлении Омоля. Население в 2020 году составило 317 человек.
Скэпафорс расположен у озёр Лакшен и Свэрдлонг.

## История
Лесопиление велась в Скэпафорсе с 1600-х годов, а в 1898 году здесь была построена бумажная фабрика, а компания Gustavsfors, купившая Скэпафорс у Baldersnäs Bolag в том же году, перенесла сюда своё производство обёрточной бумаги и бумажных слоёв. В 1912 году компания перешла с паровой на электрическую энергию. Кризис после Первой мировой войны привёл к тому, что компания перешла на производство только крафт-бумаги. В 1944 году Скэпафорс стал частью Биллингсфорс. В 1940-х и 1950-х годах компания Skåpafors переключилась с производства крафт-бумаги на бумагу лучшего качества, такую как папиросная бумага, обёрточная бумага и тому подобное. Бумажные салфетки также стали важным продуктом.

## Общество и бизнес
В Скэпафорсе был народный дом, присматривающий за детьми. Начальная школа с 1-6 классами была закрыта осенью 2010 года. Решение о закрытии школы было принято городским советом 22 апреля 2009 года.
Крупным работодателем в Скэпафорсе является бумажная фабрика компании Rexcell. Rexcell является дочерней компанией Duni AB, которая раньше производила салфетки в этом городе. В 2005 году производство салфеток было перенесено за границу.
Компания Västtrafik обеспечивает автобусное сообщение с городом. Ближайшие железнодорожные станции находятся в Омоле и Далс-Эде. Железнодорожная станция в Бенгтсфорсе круглый год обслуживает железную дорогу Даль-Вестра-Вермланд (сокращённо DVVJ) для грузовых перевозок, а только летом для пассажирских.

## Туризм

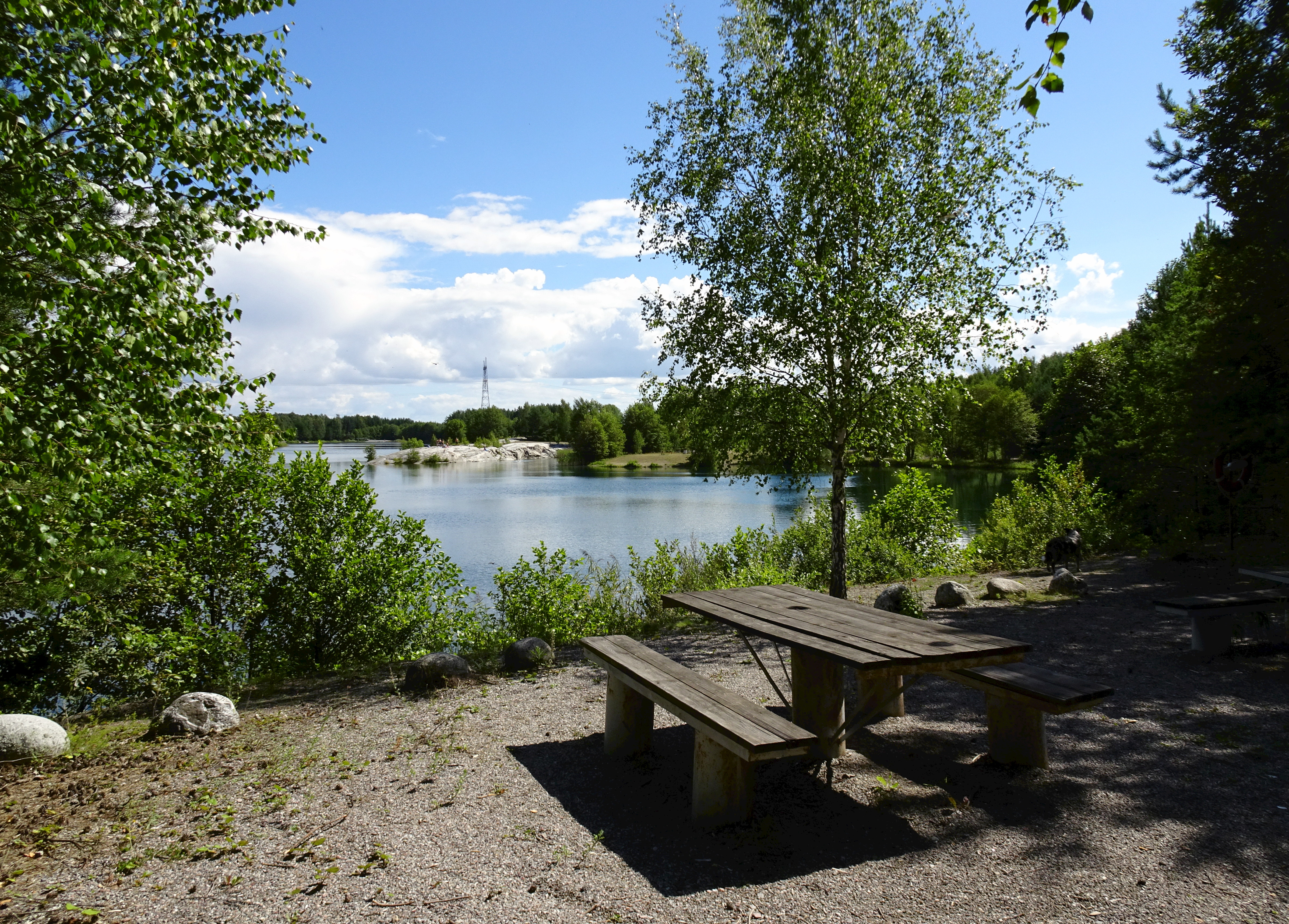
Озеро Лакшен (2016)

В Скэпафорсе есть два водных источниках: озеро Свэрдлонг и озеро Лакшен. Зона отдыха в Свардлэнге используется в качестве отправной точки для путешествий на каноэ.
В городе есть хоккейный каток, за которым ухаживает Skåpafors IF и следит за тем, чтобы зимой он был вымыт. К югу от старой школы, которая сейчас является центром отдыха и дошкольным учреждением, находится городское футбольное поле Гальтёген. Поле было показано в фильме «Вне игры»(2006), но сейчас оно никем не используется и уже заросло. Однако волонтеры начали восстанавливать его, и в 2018 году оно регулярно косилось.